# Меллис, Отто
Отто Меллис (нем. Otto Mellies; 19 января 1931, Штольп, Померания, Германия (ныне — Слупск, Поморское воеводство, Польша) — 26 апреля 2020,  Цойтен, Бранденбург, Германия) — немецкий актёр. 

## Биография
В 1947—1949 годах Отто посещал театральную школу в Шверине. Затем поначалу играл в Нойштрелице, Штральзунде, Ростоке и Эрфурте. В 1956 году Вольфганг Лангхофф принял его в «Немецкий театр» в Берлине.
Работал как актёр озвучивания. После смерти Герта Хофмана Отто стал главным немецким «голосом» Пола Ньюмана. Также озвучивал Кристофера Ли, Майкла Гэмбона, Максимилиана Шелла.
Отто Меллис (в титрах указан как Отто Мелиес) исполнил в фильме «Семнадцать мгновений весны» роль Хельмута Кальдера — фронтовика из войск СС, расстрелявшего сотрудников гестапо во время допроса радистки Кэт. Также он озвучивал Штирлица для показа фильма в ГДР (Кальдера при этом дублировал другой актер). А двумя годами ранее он сам был «Штирлицем» — в сериале «Тайный отряд: Шпрее» исполнил главную роль работающего на советскую разведку обер-лейтенанта Бернда Роланда, входящего в доверие к окружению Кальтенбруннера и срывающего сепаратные переговоры.
Когда Татьяна Лиознова пригласила его сыграть нациста в «Семнадцати мгновениях», за плечами актера в Германии был уже не один десяток картин. В том числе многосерийный фильм «Доктор Шлютер», который по советскому ЦТ был показан в 1966 году. Меллис играл главного героя. А его невесту сыграла наша Лариса ЛужинаТатьяна Уланова. «Вся семья отравилась, и я хотел». Судьба «нациста» из «17 мгновений весны» / Выпуск № 15  Апрель 2023. Аргументы и факты в Беларуси (11 апреля 2023). Дата обращения: 3 ноября 2024.
В его фильмографии семь десятков работ. Среди них — роль Юрия Андропова в фильме Карой Войтыла — тайны Папы. Потом актер снялся еще в нескольких картинах, пока ему не исполнилось 83. 
Тогда, в 2015-м, умерла супруга артиста — певица Луиза Бергнер, с которой Отто Меллис прожил 63 года, воспитал сына и дочь. Много лет семья жила в своем доме в берлинском районе Бонсдорф. Но последний приют актер нашел в доме престарелых в Цойтене. В 2020 году Отто Меллиса не стало. Ему было 89 лет.